# جزر الديمانيات
جزر الديمانيات؛ في سلطنة عُمان حيث تقع بين ولاية السيب وولاية بركاء.
المحمية عبارة عن أرخبيل يضم 9 جزر وهي الديمانيـة، حايـوت، جبل الكبر، قفصية، الغرفة، اللومية، قسمة، جون، أولاد جون)، وتبعد حوالي 18 كم بحري من شاطئ بركاء (٧٠ كم غرب مسقط العاصمة، كماتبلغ مساحتها الكلية 100 هكتار.

## عن المحمية
تتميّز المحمية بالتنوع الأحيائي، حيث يوجد بها 15 نوعًا من النباتات البريه؛ ما يساهم في جعل الجزر مستوطنًا للطيور، كما تم تسجيل نوعين من الأعشاب البحرية (الملعقة والبردي)، الذين يُعدّان مصدرين غذائيين للعديد من الكائنات البحرية كالسلاحف والثدييات.
تتميز أيضاً بشواطئها ذات الرمال البيضاء و مياهها الزرقاء الصافية، وهي تضم مجموعات نادرة من شعاب مرجانية. وتأوي إلى الجزر أعداد كبيرة من السلاحف البحرية لوضع البيض والتعشيش، وتفد إليها أعداد لا حصر لها من الطيور المهاجرة والمستوطنة وقد تم تسجيلها دولياً عام 1984 نظراً لأنها تقع ضمن مشروع الحاجز المرجاني الأعظم الذي يُعد محمية طبيعية دولية.
و بموجب المرسوم السلطاني رقـم (23 / 96)؛ أُعلنت جزر الديمانيات الطبيعية محمية طبيعية تهدف إلى ضمان حماية الكائنات الفطرية وموائلها لإتاحة الفرصة لها للتكاثر، وضمان تجدّد مواردها الطبيعية، والحفاظ على نماذج من البيئات الفطرية من أجل الدراسات العلمية والرصد البيئي والتعليم، كذلك العمل مع مجتمعات الصيد المحلية لتعزيز المنافع الاقتصادية والثقافية بطريقة مستدامة، وتفعيل السياحة البيئية.

## أنظر ايضا
- الحياة البرية في عمان